# Логуны (Гомельская область)
Логуны (бел. Лагуны) — деревня в Носовичском сельсовете Добрушского района Гомельской области Республики Беларусь.
В 10 км на юг от районного центра Добруш и железнодорожной станции в этом городе, в 17 км от Гомеля.

## Транспортная система
Транспортная связь по просёлочной дороге, затем по автодороге Тереховка — Гомель. В деревне 158 жилых домов (2004 год). Планировка состоит из прямолинейной улицы с широтной направленностью, к которой с юга примыкает короткая прямолинейная улица. Застройка двухсторонняя, деревянными домами усадебного типа. В 1990—91 годах построены кирпичные дома на 50 семей, в которых были переселены жители с загрязнённых после катастрофы на Чернобыльской АЭС территорий.

## История
По письменным источникам деревня известна с XVI века как деревня Лагуновичи Гомельского староства Речицкого повета Минского воеводства Великого княжества Литовского. В 1640-е годы согласно инвентарю Гомельского староства являлось селом с 8 дымами, 3 службами, 10 волами, и 8 лошадьми. Согласно инвентаря 1752 года во владении князей Чарторыйских. После 1-го раздела Речи Посполитой (1772 год) в составе Российской империи. В 1775 году деревня Старые Логуны, находилась корчма, деревня находилась во владении фельдмаршала графа П.А. Румянцева-Задунайского. С 1834 года владение фельдмаршала графа И.Ф. Паскевича. В 1788 году в составе Гомельской волости Белицкого уезда Могилёвской губернии. В 1816 году в Коренёвской экономии Гомельского имения. С 1871 года работала мастерская по обработке шкур. В 1880 году — 2 ветряные мельницы, хлебозапасный магазин. В Носовичской волости Гомельского уезда. В 1897 году действовали лавка, корчма. В 1909 году — церковь, школа, мельница. В 1926 году действовало почтовое отделение.
С 8 декабря 1926 года по 30 декабря 1927 года является центром Логуновского сельсовета Носовичского, с 4 августа 1927 года Гомельского, с 25 декабря 1962 года Добрушского районов Гомельского округа, с 20 февраля 1938 года Гомельской области.
В 1930 году организован колхоз «X съезд ЛКСМБ». В деревне находились 3 ветряные мельницы, кузница.
Во время Великой Отечественной войны оккупанты в сентябре 1943 года сожгли 169 дворов и убили 3 мирных жителей. В бою за деревню погибли 85 советских солдат, которые похоронены в братских могилах в 1,2 и 1,5 км на запад от деревни.
В 1959 году в составе племзавода «Носовичи» с центром в деревне Носовичи. Работают клуб, библиотека, фельдшерско-акушерский пункт, детский сад-ясли, отделение связи.

## Население

### Численность
- 2004 год — 158 дворов, 358 жителей

### Динамика
- 1775 год — 37 дворов
- 1788 год — 330 жителей
- 1798 год — 362 жителя
- 1816 год — 87 дворов
- 1834 год — 96 дворов, 487 жителей
- 1880 год — 125 дворов, 642 жителя
- 1897 год — 154 двора, 977 жителей (согласно переписи)
- 1909 год — 180 дворов, 1180 жителей
- 1940 год — 170 дворов
- 1959 год — 754 жителя (согласно переписи)
- 2004 год — 158 дворов, 358 жителя

## Известные уроженцы
- Коновалов Григорий Васильевич — государственный деятель БССР[1]